# Maison Trayvou
La maison Trayvou est un édifice situé à Arc-lès-Gray, en France.

## Localisation
L'édifice est situé sur la commune d'Arc-lès-Gray, dans le département français de la Haute-Saône.

## Historique
L'édifice est inscrit au titre des monuments historiques en 2002.